# 波阿灣
波阿灣（英語：Poa Cove），是南極洲的海灣，位於南喬治亞群島，處於邁角西南面1.5公里，由奧托·努登舍爾德率領的瑞典探險隊測量，由英國海外領土管轄。